# Фадеева, Ольга Владимировна
Ольга Владимировна Фаде́ева (до 1993 — Терехова; род. 26 мая 1972, Саратов) — российская волейболистка. Либеро. Мастер спорта России международного класса.

## Биография
Ольга Фадеева — воспитанница ДЮСШ № 8 города Саратова. С 1988 и практически до окончания игровой карьеры в 2012 году на протяжении 24 лет выступала за команду из Саратовской области «Протон», до 1997 носившую название «Синяя Птица», а в 1997—2009 — Балаковская АЭС. Своих наивысших достижений Фадеева добилась в конце 1990-х—первой половине 2000-х, когда её команда трижды подряд (в 2003—2005) становилась бронзовым призёром чемпионатов России, дважды призёром розыгрышей Кубка Европейской конфедерации волейбола, победителем (в 1999) и дважды призёром Кубка России. Одним из лидеров «атомщиц» была и либеро команды — Ольга Фадеева. Всего на её счету около 470 матчей, проведённых в чемпионатах России, и по этому показателю она является рекордсменкой среди всех волейболисток страны.
В 2004 году Николай Карполь привлёк Ольгу Фадееву к выступлениям за сборную России. В Гран-при того года спортсменка в качестве либеро приняла участие во всех матчах, сыгранных на турнире национальной командой страны.
В 2005 Фадеева весь сезон отыграла в составе сборной России, которую возглавил Джованни Капрара. На её счету участие отборочных турнирах чемпионата мира и Гран-при, а также в чемпионате Европы, в котором в составе команды стала бронзовым призёром.

### Клубная карьера
- 1988—2012 —  «Синяя Птица»/Балаковская АЭС/«Протон» (Балаково/Саратовская область);
- 2012—2013 —  «Ярославна-ТМЗ» (Тутаев).

## Достижения

### С клубами
- трёхкратный бронзовый призёр чемпионатов России — 2003, 2004, 2005;
- Обладатель Кубка России 1999;
- двукратный бронзовый призёр Кубка России — 2001, 2007;
- серебряный призёр Кубка ЕКВ 2005;
  - бронзовый призёр Кубка ЕКВ 2002;

### Со сборной России
- бронзовый призёр чемпионата Европы 2005;
- участница Гран-при 2004.

## Семья
- Муж — Владислав Фадеев — в 1997—2008 — главный тренер команды Балаковская АЭС, а настоящее время — член исполкома Всероссийской федерации волейбола, генеральный менеджер и куратор женского волейбола России.
- Дочь — Валерия Фадеева — волейболистка саратовского «Протона».